# Copic

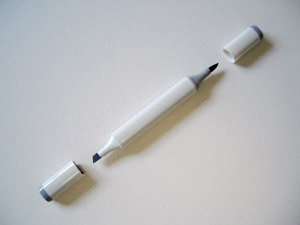
Маркер Copic

Copic, читається «Ко́пік» (яп. コピック, «Копікку») — це бренд маркерів, що виготовляються в Японії компанією Too. Крім маркерів, під цим брендом випускаються ручки, аерографи, спеціальний папір та інші аксеуари. Маркери представлені у 358 кольорах і можуть бути перезаправлені. Copic маркери є популярними у художників манґа.